# Rolf Stenholm
Carl Erik Rolf Stenholm, född 23 juli 1937 i Väte församling, Gotlands län, han var en svensk domkyrkoorganist i Strängnäs domkyrkoförsamling mellan 1966 och 2000.

## Biografi
Stenholm föddes den 23 juli 1937 i Kvie, Väte på Gotland och var son till arbetaren Otto Stenholm och Margit Björnlund. Mellan Under 1930-talet flyttar familjen till Visby och bosätter sig där på kvarter kapellet 2 (Bremergränd 6). 1958 flyttade Rolf till Bromma, Stockholm och började studera där. 1961 gifter han sig med Solveig. Han blev 1966 domkyrkoorganist i Strängnäs domkyrkoförsamling.

## Skivor
Skivor som Rolf Stenholm har medverkat på.
- 2011 - Till Bäck
- 2012 - Från kloster till kluster
- 2014 - Katedral

## Verklista
Utgivna böcker och orgelskolor.
- Orglarna i Strängnäs domkyrka : ett försök till historik (1999)
- Orgelskola i fyra delar. (1995-)
  - Orgelspel del 1. (1995)
  - Orgelspel del 2. (1996)